# خوزه روبرتو دی اولیویرا
خوزه روبرتو دی اولیویرا (به پرتغالی: José Roberto de Oliveira) هافبک اهل برزیل است که در شهر ایتومبیارا، گوییاس و در تاریخ ۹ دسامبر ۱۹۸۰ به دنیا آمده‌است.
خوزه روبرتو دی اولیویرا در تیم‌های فوتبال Mirassol ،Juventus، کروزیرو، بنفیکا، Portuguesa و Vitória سابقهٔ حضور دارد.